# Wombat tasmański
Wombat tasmański (Vombatus ursinus) – średniej wielkości gatunek ssaka z rodziny wombatowatych (Vombatidae) przypominający wyglądem borsuka, o jednolitej, szarej sierści. Występuje na obszarze Australii od granic Queensland i Nowej Południowej Walii wzdłuż pustyń Wiktorii aż do południowo-wschodniego krańca Australii oraz na Tasmanii.

## Taksonomia
Gatunek po raz pierwszy zgodnie z zasadami nazewnictwa binominalnego opisał w 1800 roku brytyjski zoolog i botanik George Shaw nadając mu nazwę Didelphis ursina. Miejsce typowe w oryginalnym opisie to „Nowa Holondia”, tj. Australia.
Jest jedynym żyjącym współcześnie przedstawicielem rodzaju wombat (Vombatus).
Autorzy Illustrated Checklist of the Mammals of the World rozpoznają trzy podgatunki. Podstawowe dane taksonomiczne podgatunków (oprócz nominatywnego) przedstawia poniższa tabelka:
| Podgatunek         | Oryginalna nazwa              | Autor i rok opisu            | Miejsce typowe                 |
| ------------------ | ----------------------------- | ---------------------------- | ------------------------------ |
| V. u. hirsutus     | Opossum hirsutum              | Perry, 1810                  | Botany Bay, Sydney, Australia. |
| V. u. tasmaniensis | Vombatus ursinus tasmaniensis | W.B. Spencer & Kershaw, 1910 | Tasmania, Australia.           |

### Etymologia
- Vombatus: ang. wombat ‘wombat’, zniekształcenie od rodzimych, aborygeńskich nazw womback lub wombach dla wombata[29].
- ursinus: łac. ursinus ‘niedźwiedziowaty, jak niedźwiedź’, od ursus ‘niedźwiedź’; przyrostek -inus ‘odnoszący się do, jak’[30].
- hirsutus: łac. hirsutus ‘włochaty’, od hirtus ‘włosy’[31].
- tasmaniensis: Tasmania, Australia[18].

## Zasięg występowania
Wombat tasmański występuje w zależności od podgatunku:
- V. ursinus ursinus – Cieśnina Bassa (Wyspa Flindersa)
- V. ursinus hirsutus – kontynentalna południowo-wschodnia Australia
- V. ursinus tasmaniensis – Tasmania

## Morfologia
Długość ciała 90–115 cm; masa ciała 22–40 kg.

## Dane liczbowe
- dojrzałość płciowa: 2 lata
- ciąża: 20-22 dni
- liczba młodych: 1
- długość życia: do 20 lat

## Występowanie i środowisko
Pagórkowate tereny pustynne i wzdłuż lasów. Mieszkają w norach, które służą również jako kryjówka w przypadku niebezpieczeństwa. Jeden wombat może posiadać nawet 10 nor. Wombat wygrzebuje nory przednimi łapami zaopatrzonymi w długie i ostre pazury. W pobliżu wejścia do nory często wygrzebuje płytki dołek, w którym wygrzewa się w porannym słońcu. Aktywny głównie nocą.

## Odżywianie
Wombaty żywią się głównie trawami, jadają również owoce, korzonki, korę oraz liście drzew i krzewów. Wombat gryzie pożywienie za pomocą szybkich ruchów szczęki dolnej, jego zęby różnią się od innych torbaczy, przypominają zęby gryzoni. Przez całe życie zęby zwierzęcia nieustannie rosną, gdyż są na bieżąco ścierane.

## Rozmnażanie

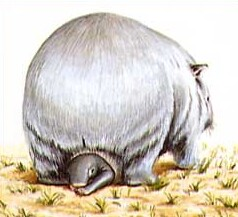
Wombat z młodym w torbie

Pora godowa trwa od kwietnia do czerwca i jest to jedyny okres kiedy wombaty rezygnują z samotnego życia. Po około 20 dniach ciąży samica rodzi jedno młode w fazie embrionalnej (około 22 mm długości i waga ok. 2 gramów). Dzięki wczesnemu wykształceniu się dobrze rozwiniętych, przednich łap, młode dociera do torby lęgowej otwierającej się ku tyłowi, inaczej niż u innych torbaczy. Dzięki temu, do wnętrza torby nie dostaje się ziemia i piach podczas kopania nory lub szukania pożywienia przez matkę. Przez kolejne sześć miesięcy młode przysysa się do jednego z sutków, który obficie zaopatruje je w odżywcze mleko.

## Status zagrożenia i ochrona
Gatunek nie jest zagrożony wyginięciem, poza regionem Wiktorii. Mimo to postanowiono ograniczyć polowania. W Czerwonej księdze gatunków zagrożonych Międzynarodowej Unii Ochrony Przyrody i Jej Zasobów został zaliczony do kategorii LC (ang. least concern „najmniejszej troski”).